# Arhopalus tibetanus
Arhopalus tibetanus är en skalbaggsart som först beskrevs av Sharp 1905.  Arhopalus tibetanus ingår i släktet Arhopalus och familjen långhorningar.
Artens utbredningsområde är:
- Tibet.
- Nepal.

Inga underarter finns listade.